# Habicht Károly
Habicht Károly (Schaffhausen, 1864. szeptember 4. – Budapest, 1913. február 5.) svájci születésű magyar építész.

## Élete

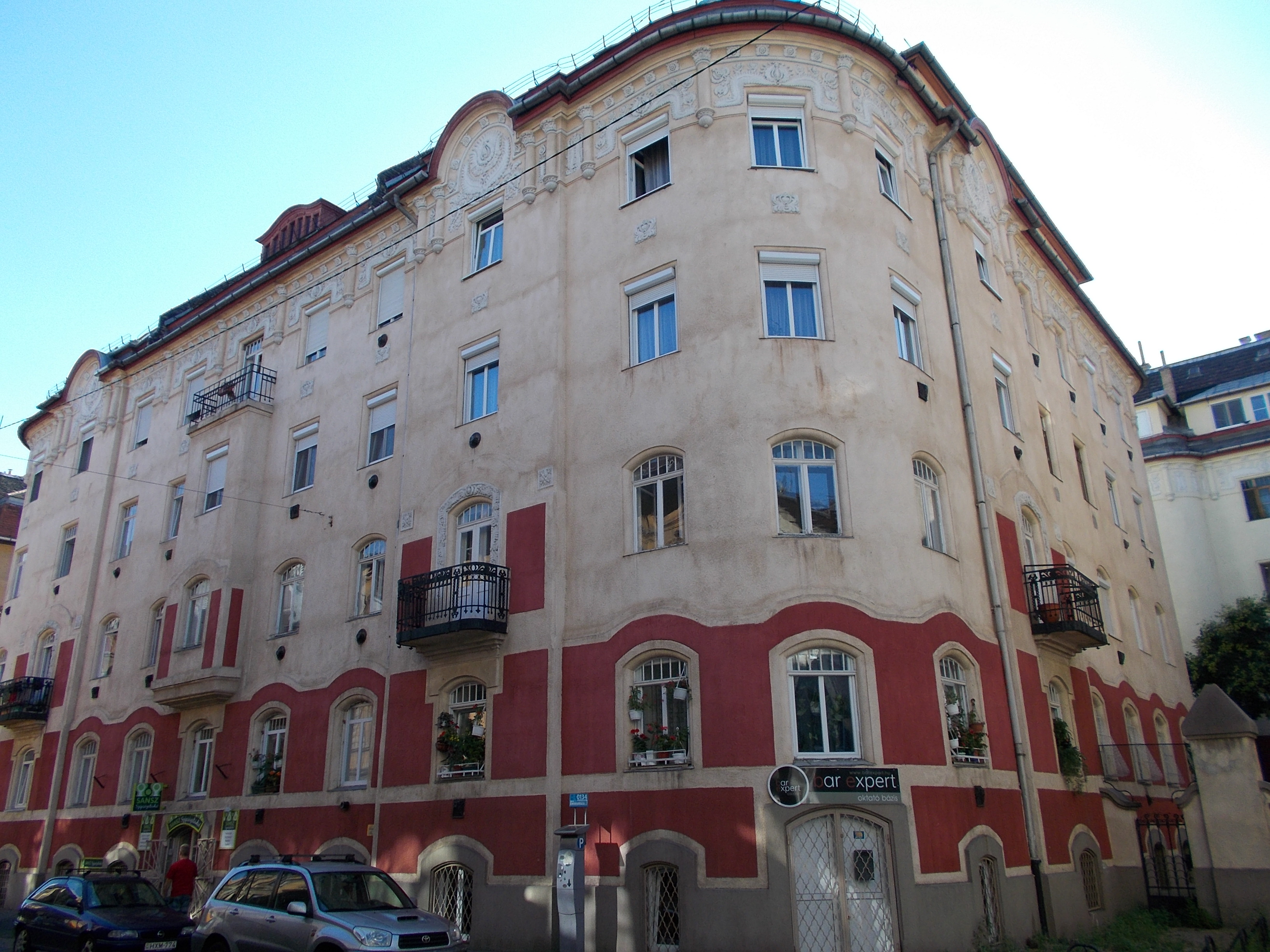
Hegedűs Gyula u. 92

Életéről kevés adat ismert. Svájcban született. Tanulmányait helyben folytatta, majd Budapestre ment, ahol 1884-től kezdett dolgozni. Először Wellisch Alfréd irodájában működött, és bérházakat tervezett, majd Hauszmann Alajos mellé került. Hauszmannál a budai várral kapcsolatos építkezésekben vett részt, érdemeiért a Ferenc József-rend lovagkeresztjét kapta. A királyi palota építő-irodájának feloszlatása után önállóan nyitott építészeti irodát. A Magyar Mérnök és Építész Egylet ezüst érmét nyerte el egy nagyszabású állomás-épület problémájának pályatervével.
Részt vett a Bárczy István-féle kislakás- és iskolaépítési programban. Ennek keretében egy nagyobb emeletes bérházat tervezett a Berzenczei (mai Hegedűs Gyula) utcában, Újlipótvárosban.
1913-ban alig 49 éves korában hunyt el Budapesten agyi érkatasztrófa következtében (korabeli szóhasználattal agyszélhűdésben). Halálát megelőzte egy banki esemény, amely kapcsán dolgozóként őt tették felelőssé. Családja ekkor vándorolt vissza Svájcba, Genfbe. A Művészet című folyóiratban ekkor[mikor?] többek között így emlékeztek meg róla:
„Hasznos, jó és becsületes munkát végzett, s egyedül ez a szempont, ez a törekvés vitte előre, hogy képességének és készültségének teljes latbavetésével feleljen meg hivatásánál, az építtetők részéről reábízott feladatoknak. Hogy magyarrá lehessen, necsak a köteles honpolgári eskü révén, hanem érzésben is, idetartozva s belekapcsolódva egy fejlődésnek induló ország munkájába.”

## Ismert épületei
- 1901: Új Királyi Lovarda, Budapest, Budai vár (Hoepfner Guidóval közösen)[8]
- 1902: Dobai-villa, Budapest, Thököly út 62.[9]
- 1910: Szendeffy-palota, Budapest, Falk Miksa utca 10.[10]
- 1909–1910: Székesfővárosi kislakásos bérház, Budapest, Berzenczei u. 50. (Hegedűs Gyula u. 90.)[11][12] – a Bárczy István-féle kislakás- és iskolaépítési program keretében épült

Egyéb épületek: református templom (?), székesfővárosi bérház, hűvösvölgyi penzió, a Gschwindt, Dobai, Gerstenberger családok stb. bérházai.

### Tervben maradt épületei
- 1902: új budapesti pályaudvar (II. díj)[13]
- 1905: a Veszprémi Takarékpénztár bérháza, Veszprém, Kossuth u. 1.[14]
- 1905: Fekete Sas-palota, Nagyvárad[15]
- 1906: Gyógyfürdő, Palics[16]
- 1906: a földmívelési minisztériumi új palotája[4][17]
- 1910: bérház, Budapest, 1237. hrsz. telek (ide később a Palatinus-házak épültek)[18]
- 1910: lakóház az 1100/b. hrsz. telekre, Budapest[19]
- 1910: VI—VII. kerületi református templom, Budapest[20]
- 1913 k.: egyházi épület, Budapest, Kálvin tér[7]